# Ulf Zetterström
Ulf Zetterström (1958. április 12. –) svéd profi jégkorongozó.

## Pályafutása
Komolyabb junior karrierjét az alsóbb osztálybeli IFK Kirunaban kezdte 1972–1973-ban. Ebben a csapatban 1978-ig játszott. Közben részt vett az 1976-os junior jégkorong-Európa-bajnokságon és az 1978-as junior jégkorong-világbajnokságon, valamint az 1978-as NHL-amatőr drafton kiválasztott őt a Colorado Rockies a 13. kör 204. helyén. A National Hockey League-ben sosem játszott. 1978–1981 között a HV 71-ben majd 1981–1983 között a Leksands IF-ben játszott. 1983–1986 között a Falu IF-ben szerepelt. A következő szezonban az Tunadals IF csapatának volt a tagja. Az IF Sundsvall Hockey-ból vonult vissza 1988-ban.

## Díjai
- Junior jégkorong-világbajnoki ezüstérmes: 1978